# Lorenz Nikolai Achté

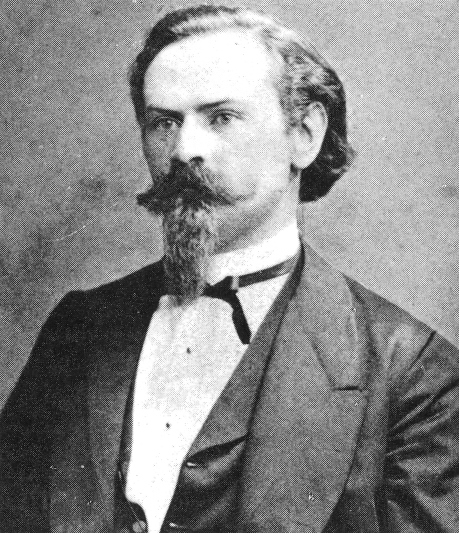
Lorenz Nikolai Achté

Lorenz Nikolai Achté (* 25. Mai 1835 in Pori; † 18. April 1900 in Helsinki) war ein finnischer Dirigent, Komponist, Opernsänger und Musikpädagoge. Er gründete die Kantoren- und Organistenschule in Helsinki.

## Leben
Lorenz Nikolai Achté war der Sohn des in Livland geborenen Major Nikolai Achté  (* 9. März 1799; † 30. September 1857) und dessen Frau Sofia Charlotte Gottleben (* 22. November 1816; † 18. Juni 1863). Seine Frau war die Opernsängerin und Gesangslehrerin Emmy Charlotta Strömer (* 14. November 1850; † 2. Dezember 1924). Die Sopranistin Aino Ackté und Irma Achté waren ihre Kinder. Auch Irma war Opernsängerin und Gesangslehrerin. Sie war Altistin und trat unter dem Künstlernamen Irma Tervani auf.
Zunächst war Achté Dirigent eines Studentenorchesters, das seine Kompositionen aufführte. Er war Leiter eines Vokalensembles der Universität. Er unterrichtete Gesang und arbeitete, daran das Niveau der Kirchenmusik zu steigern. Er machte zwei Studienreisen ins Ausland. 1872 war er in Deutschland, wo er sich mit Kirchenmusik und Theologie beschäftigte, da er eine Kirchenmusikschule gründen wollte. Er verschob aber zunächst diesen Plan, da er als Bariton am 1872 gegründeten Finnischen Theater in Helsinki engagiert worden war. Hier leitete er auch Proben und fungierte als Operndirigent. Er heiratete die Primadonna des Theaters, Emmy Strömer. 1876 wurde Achté durch den tschechischen Dirigenten Bohuslav Hřímalý (* 18. April 1848; † 11. Oktober 1894) ersetzt. Daraufhin verließ auch Emmy aus Protest das Theater, welches 1879 endgültig aufgelöst wurde. Achté wurde nach seiner Entlassung Kantor an der Alten Kirche in Helsinki. Hier leitete er einen Chor mit Männer- und Knabenstimmen. 1882 gründete er die Kantoren- und Organistenschule Helsinki, die spätere Kirchenmusikschule Helsinki. Zunächst unterrichteten nur Achté und seine Frau. Ähnliche Schulen wurden in Turku, Oulu und in Viipuri gegründet. Die Qualität der Kirchenmusik im Land steigerte sich mit der Anzahl der ausgebildeten Kantoren und Organisten.
Achté war einer der Gründer der Suomalainen Seura, der finnischen Gesellschaft.

## Werke (Auswahl)
Die Finnische Nationalbibliothek besitzt folgende Werke:
- Drei Arien aus der Kantate Kung Davids 84 psalm [König Davids 84. Psalm] für Gesang und Klavier I A-Dur II As-Dur III H-Dur
- Ouvertüre zu Regina von Emmeritz
- Ehdotus Hämäläisten marssiin, Chor
- Katkelmia [Auszüge] für Chor und Orchester
- Åbo-marsch. Chor

Weiter schrieb er den ersten Satz einer Sinfonie (1867) sowie Ouvertüren für Orchester, Chorwerke mit Solisten und Orchester, Chöre und Sololieder. Der Sinfonisatz, ein Allegro in D-Dur, und eine Fuge in g-Moll für Orchester wurden bei einem Konzert im Festsaal der Universität Helsinki am 26. November 1867 aufgeführt.